# Тотожність Ейлера

У математичному аналізі тотожність Ейлера, що названа на честь Леонарда Ейлера, це рівняння
{\displaystyle e^{i\pi }+1=0,}
де
{\displaystyle e\,\!} — це число Ейлера, основа натуральних логарифмів;
{\displaystyle i\,\!} — це уявна одиниця, комплексне число, квадрат якого дорівнює {\displaystyle -1};
{\displaystyle \pi \,\!} — це число пі, відношення довжини кола круга до його діаметра.
Тотожність Ейлера також називають «рівнянням Ейлера».

## Значення тотожності
Тотожність Ейлера є прекрасним зразком єдності математики. Як зауважив Елі Маор, вона поєднує три основні математичні операції, а саме додавання, множення, і піднесення до степеня і п'ять фундаментальних математичних констант, що належать до чотирьох класичних галузей математики:
- число 0 і число 1 (Арифметика);
- число {\displaystyle i}, уявну одиницю, комплексне число, що задовільняє {\displaystyle i^{2}=-1} (Алгебра);
- число {\displaystyle \pi } (Геометрія);
- число {\displaystyle e}, основа натуральних логарифмів (Аналіз).

Не дивно, що чимало хто знайшов у тотожності Ейлера містичні значення усіх зразків.
(«These five constants symbolize the four major branches of classical mathematics: arithmetic, represented by 0 and 1; algebra, by i; geometry, by π; and analysis by e. No wonder that many people have found in Euler's formula all kinds of mystic meanings.»)
Тотожність Ейлера викликала багато захоплених відгуків.
- За словами відомого суднобудівника та математика академіка Олексія Миколайовича Крилова, у цій тотожності загадковим чином поєдналися числа, що символізують арифметику (0 та 1), алгебру (i), аналіз (e) та геометрію (π).[1]
- Карл Фрідріх Ґаусс говорив, що якщо ця формула не є відразу очевидна для студента, то він ніколи не перетвориться на першокласного математика.[2]
- За опитуванням читачів журналу Physics World, що проходило у 2004 році, тотожність Ейлера (разом з рівняннями Максвелла) була названа «Найвеличнішим рівнянням історії»[3]
- За думкою Констанс Рід[en], ця тотожність є «найзнаменитішою формулою всієї математики».[4]

Після доведення тотожності Ейлера в лекції, Бенджамін Пірс, відомий математик XIX сторіччя і професор Гарвардського університету, сказав, «Це абсолютно парадоксально; ми не можемо зрозуміти це, і ми не знаємо, що це означає, але ми довели це, і тому знаємо, що це повинно бути істиною.»

## Доведення

Демонстрація формули Ейлера у комплексній площині

Тотожність Ейлера випливає із формули Ейлера, що має вид:
{\displaystyle e^{ix}=\cos x+i\sin x\,\!}
для будь-якого дійсного числа {\displaystyle x}. Зокрема, якщо
{\displaystyle x=\pi ,\,\!} то {\displaystyle e^{i\pi }=\cos \pi +i\sin \pi .\,\!}
Оскільки
{\displaystyle \cos \pi =-1\,\!} та {\displaystyle \sin \pi =0,\,\!} отримуємо {\displaystyle e^{i\pi }=-1,\,\!}
що і доводить тотожність
{\displaystyle e^{i\pi }+1=0.\,\!}
Загальнішим чином, можна довести, що
{\displaystyle \sum _{k=0}^{n-1}e^{2\pi ik/n}=0.}
Тотожність Ейлера відповідає {\displaystyle n=2.}